# Лулу (опера)
Лулу́ (нем. Lulu) — незаконченная опера Альбана Берга, над которой он работал в 1929—1935 годах.

## История создания
Опера Лулу, написанная А.Бергом, осталась неоконченной — 3-й акт её был не закончен композитором. Фрагмент из неё был впервые исполнен 2 июня 1937 году в цюрихском оперном театре. Опера была закончена современным австрийским композитором Фридрихом Церхой, дописавшим третий акт, и премьера её полной версии состоялась в Парижской опере 24 февраля 1979 года в постановке Пьера Булеза (с Терезой Стратас в заглавной роли). Длительность Лулу — около 3 часов. В России опера была поставлена в театре Геликон-опера под руководством Дмитрия Бертмана.
Опера была написана по мотивам трагедий немецкого писателя Франка Ведекинда «Земной дух» и «Ящик Пандоры». А.Берг сумел так переработать эти драмы, что сохранил в 3-х актах своей оперы оригинальный текст реплик героев Ведекинда. Опера изображает социальный подъём молодой женщины в буржуазном обществе, оканчивающийся убийством любимого ею человека — и последовавшее затем падение, когда она, став проституткой, сама гибнет от руки её последнего любовника. Распределение ролевого действа в опере симметрично. Трём любовникам и супругам Лулу — врачу, художнику и редактору, доктору Шёну соответствуют три её «клиента» во время заключительной части оперы — профессор, негр и Джек-Потрошитель. В окружении прекрасной Лулу мужчины страдают и умирают; та же судьба постигла и её лесбийскую подругу, графиню Гешвиц, попавшую благодаря Лулу в больницу и, в конце концов, также павшую жертвой Джека-Потрошителя.

## Содержание

### Пролог
Укротитель зверей представляет публике свой «зоопарк». Последней он достаёт ядовитую змею и представляет её следующим образом: «Это Лулу, древний образ женщины, созданной, чтобы распространять несчастья, приманивать, развращать, отравлять и убивать — прежде, чем жертва что-либо почувствует».

### Первый акт
Первая сцена
Лулу замужем за врачом, доктором Голлем, и в то же время находится в любовной связи с шеф-редактором, доктором Шёном. Женщина приглашает художника, чтобы он написал её портрет и тот, сражённый красотой Лулу, домогается её. В этот момент домой возвращается муж Лулу и, увидев развернувшуюся перед ним картину, умирает от инфаркта.
Вторая сцена
Лулу замужем за художником, который благодаря протекции доктора Шёна добивается успеха и значительных заработков. К Лулу приходит некий старец Шигольх, странным образом связанный с её прошлым. Затем к ней заходит доктор Шён, и сообщает, что женится на знатной особе и потому должен будет вскоре прервать их любовные отношения. Художник узнаёт, что его жена — любовница их «благодетеля», и совершает самоубийство.
Третья сцена
Лулу, по протекции доктора Шёна, работает танцовщицей в кабаре. Когда она перед своим выходом видит среди публики доктора Шёна с его невестой, Лулу отказывается танцевать перед ними. Лишь после того, как ей за кулисы приносят письмо от Шёна, в котором он сообщает, что расторгает свою помолвку, женщина  выходит для выступления.

### Второй акт
Первая сцена
Теперь Лулу замужем за доктором Шёном. После того, как он, однажды вернувшись домой, застаёт её окружённой кучей поклонников Шён, вне себя от ревности, достаёт револьвер и требует, чтобы Лулу застрелилась. Взяв оружие, Лулу стреляет не в себя, а в Шёна, и убивает его. Лулу арестовывают.
Вторая сцена
Через несколько месяцев друзьям Лулу удаётся организовать её побег из тюрьмы, при этом каждый из них желает её заполучить. В конце концов Лулу бежит за границу с Альвой, сыном доктора Шёна.

### Третий акт
Первая сцена
Лулу и Альва принимают гостей в своём парижском доме. Гости неспокойны из-за просочившихся слухов, что Лулу разыскивается в Германии по обвинению в убийстве. Женщина подвергается шантажу. Лишь внезапная паника, вызванная биржевым крахом, помогает Лулу и Альве без помех вновь пересечь границу.
Вторая сцена
Лулу живёт с Альвой и Шигольхом в Лондоне в нищете. Для того, чтобы заработать какие-либо деньги, она занимается проституцией. Один из её клиентов убивает Альву. Другой клиент — это Джек-Потрошитель — убивает сначала Лулу, а затем и её лесбийскую приятельницу, графиню Гешвиц.

## Действующие лица
- Лулу (сопрано)
- Графиня Гешвиц (меццо-сопрано)
- Гардеробщица / гимназист / грум (альт)
- Врач (разговорная роль)
- Банкир (бас)
- Профессор (немая роль)
- Художник / негр (тенор)
- Доктор Шён / Джек-Потрошитель (Баритон)
- Альва (тенор)
- Шигольх (бас)
- укротитель зверей / атлет (бас)
- принц / камердинер / маркиз (тенор)
- директор театра (бас)
- клоун (немая роль)
- работник сцены (немая роль)
- комиссар полиции (разговорная роль)
- пятнадцатилетняя (субретка)
- её мать (альт)
- ремесленница (меццо-сопрано)
- журналист (баритон)
- слуга (баритон)